# Aeonium davidbramwellii

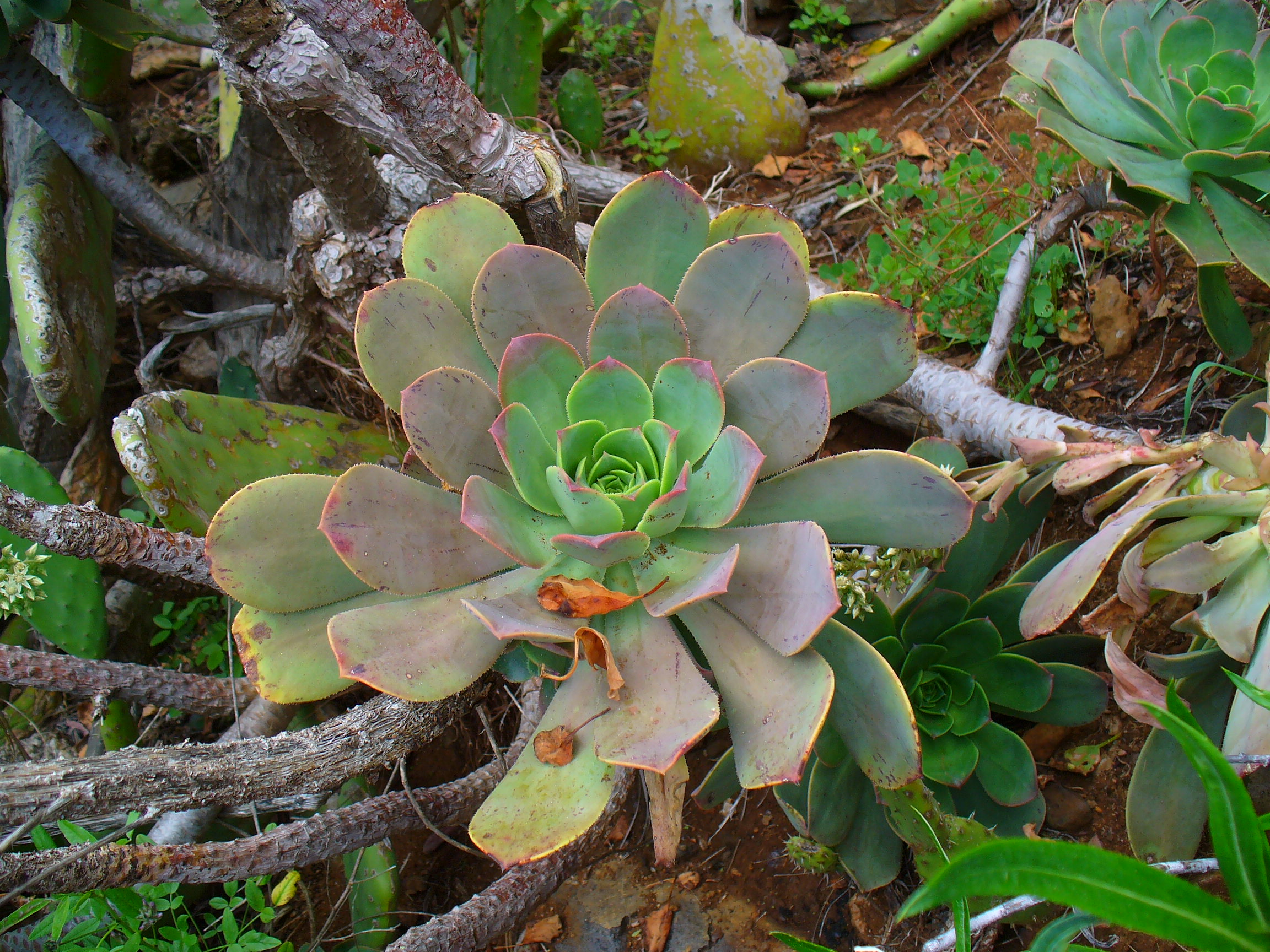
Aeonium davidbramwellii

Aeonium davidbramwellii és una espècie de planta suculenta del gènere Aeonium, de la família de les Crassulaceae.

## Descripció
És un subarbust perenne suculent, poc ramificat i de 30 a 80 cm d'alt, amb tiges gruixudes i llenyoses, de color verd grisenc i profundament marcades per les cicatrius de les fulles caigudes.
Les fulles, de color verd fosc a groc verdós, amb marge vermellós, sovint amb tint vermellós o marronós en la superfície abaxial, s'agrupen en rosetes terminals de 5 a 20 cm de diàmetre i entre 5 a 13 fulles cadascuna; són simples, llises, carnoses, obovades a oblanceolades-espatulades, de 3 a 12 cm de llarg i de 2 a 4 cm d'ample i amb les vores curta i asprament ciliades. Les fulles són glabres, amb cilis prims en els marges i glauques, de vegades lleugerament doblegades a prop de l'àpex, puberulents amb pèls glandulars de 0,1 mm de llarg o menys, atenuades-cuneades a la base, amb l'àpex acuminat, el marge ciliat.
Les flors són petites, estrellades, de coloració blanquinosa, s'agrupen en denses inflorescències piramidals de 10 a 35 cm de llarg i de 8 a 25 cm de diàmetre, sostingudes per fortes i frondoses tiges floríferes. Cada flor presenta de set a vuit pètals i doble quantitat d'estams; Sèpals 6 a 8, triangulars, de vegades bigarrats amb marge vermellós, puberulents, amb l'àpex acuminat; pètals lanceolats, de 6 a 9 mm de llarg, blanquinosos, porció mitjana verd-variegada, escassament puberulenta en la superfície abaxial, amb l'àpex acuminat; estams amb filaments puberulents, blanquinosos, amb anteres de color groc pàl·lid a blanquinós, puberulentes; produint en madurar una gran quantitat de diminutes llavors.
Molt sovint, els exemplars generen sobre les seves tiges nombroses petites arrels aèries, que els ajuden a sostenir-se millor i a obtenir encara que sigui una ínfima quantitat d'humitat ambiental durant els secs mesos de l'estiu.

## Distribució
Planta endèmica del sud-oest de l'illa de La Palma, a les Canàries, especialment a les zones costaneres del municipi de Fuencaliente. Creix en cingles, vessants rocoses i malpaïsos, de 25 a 800 m d'altitud.

## Taxonomia
Aeonium davidbramwellii H.Y.Liu va ser descrita per Ho Yih Liu i publicada a NMNS Taiwan Special Publ. 3: 88. 1989.

## Usos
D'ús ornamental, encara que aquesta pràctica no s'ha de fer fora de les seves zones de distribució natural, donat l'elevat potencial d'hibridació que presenten les espècies d'aquest gènere i que pot donar lloc a fenòmens de contaminació genètica d'impredictibles conseqüències.
Ocasionalment es fan servir els seus exemplars com a farratge per al bestiar caprí.
El suc de les seves tiges es pot emprar per alleujar el dolor causat cops, caigudes i cremades.